# Świerczynowiec
Świerczynowiec (słow. Svrčinovec, śl. Śwjyrczyńec, węg. Fenyvesszoros, do 1899 Szvrcsinovecz) – wieś i gmina (obec) w powiecie Czadca, kraju żylińskim, w północnej Słowacji.

## Historia
Nazwa Svrčinovec pojawiła się po raz pierwszy pod koniec XVI w. przy okazji sporu granicznego między Sunneghami, ówczesnymi właścicielami „państwa” Budziatyń, a książętami cieszyńskimi. W dokumentach wymieniona jest „rzeczka Svrčinovec” (rivulus Surchinovecz), jak pierwotnie nazywano Czerniankę. Pierwsze osiedla pasterskie na tym terenie wzmiankowane były w 1584 r. Jako samodzielna wieś był Svrčinovec wymieniany w 1635 r., zaś jego nazwa ma wywodzić się stąd, iż położony był wśród głębokich lasów świerkowych. Został zasiedlony przez polskich osadników z Małopolski i zasiedlonego z Małopolski i z Orawy Krásna nad Kysucou.
W 1653 r. Świerczynowiec występuje w urbarzu państwa Strečno jako siedziba wojewody wałaskiego. W późniejszym rozwoju wsi dominującą rolę odegrali polscy osadnicy z górskich wsi księstwa cieszyńskiego. Szybszy rozwój wsi datowany jest od końca XVIII w., kiedy to wytyczono obecny wariant traktu na Przełęcz Jabłonkowską oraz nowy gościniec „cesarski” przez Zwardoń do Żywca. Kolejnymi istotnymi datami było uruchomienie Kolei Koszycko-Bogumińskiej (1871 r.), a później linii kolejowej przez Przełęcz Zwardońską do Żywca (1884 r.). Do 1794 r. wieś należała do fary w Czadcy, a później do parafii w Czarnem.
W 1913 r. w części wsi zwanej Zatky (przy samej obecnej granicy państwowej) prowadzone były wiercenia w poszukiwaniu węgla kamiennego. Obok cienkich pokładów węgla, na głębokości 1400 m natrafiono na ropę naftową i gaz ziemny. Niespodziewany wybuch zniszczył urządzenia wiertnicze, a I wojna światowa uniemożliwiła wznowienie prac.
25 listopada 1938 r. północna część Świerczynowca, wraz z obydwoma liniami kolejowymi wiodącymi w kierunku Polski i budowanym od ponad roku budynkiem kościoła, została zajęta przez wojsko polskie. Zajmowaniu wsi towarzyszyła regularna wymiana ognia z posterunkami armii czechosłowackiej, w trakcie których zginęło 2 polskich żołnierzy, a 9 odniosło rany. Nowy stan rzeczy trwał jednak zaledwie do 1 września 1939 r., kiedy to oddziały Wehrmachtu, kierujące się ze Świerczynowca na Przełęcze: Jabłonkowską i Zwardońską, przekroczyły grzbiet Karpat rozpoczynając II wojnę światową. Niespełna 5 lat później tą samą drogą, lecz w przeciwnym kierunku wkroczyły na teren państwa słowackiego oddziały niemieckie w celu zdławienia słowackiego powstania narodowego. Wojska radzieckie wkroczyły do wsi 1 maja 1945 r.
Powojenne dzieje mieszkańców Świerczynowca związane są z zakładami przemysłowymi pobliskiej Czadcy („Tatran”, „Slovanka”). Znaczna część ludności wsi szukała pracy w czeskiej części Śląska Cieszyńskiego i jeszcze dziś, pomimo granicy słowacko-czeskiej, w dalszym ciągu pracuje w hucie w Trzyńcu, a nawet w kopalniach zagłębia karwińskiego.
Poza nielicznymi przykładami drewnianych chałup we wsi nie ma innych zabytków. Modernistyczny kościół katolicki pw. Matki Boskiej Różańcowej, budowany od 1937 r. został dokończony po wojnie. Samodzielna parafia śś. Cyryla i Metodego powstała 1 lipca 2001 roku.
W latach 1923–1925 w szkole w przysiółku Dejówka pod Szańcami (na samej obecnej granicy słowacko-czeskiej) uczył Peter Jilemnický (1901-49), późniejszy pisarz, jeden z twórców nurtu słowackiej tzw. literatury proletariackiej.

## Kultura
We wsi jest używana gwara przejściowa słowacko-czadecka. Gwara czadecka jest zaliczana przez polskich językoznawców jako gwara ze zmieszanymi elementami dialektów małopolskiego i śląskiego języka polskiego, przez słowackich zaś jako gwara przejściowa polsko-słowacka.